# 白鳥智恵子
白鳥 智恵子（しらとり ちえこ、1975年8月10日 - 、旧芸名・旧本名：白戸 智恵子）は、日本の元女優、元モデル。株式会社エフエンタープライズに所属していた。

## 経歴
神奈川県横浜市出身。横浜市立潮田中学校卒業。特技は剣道（中学時在籍）、水泳、書道。
映画『櫻の園』でデビュー（当時は本名で出演）。当初はグラビアを中心に活動し、ドラマは単発ゲストとしての出演が主だった。
その後、バスト88cm、ウエスト59cm、ヒップ87cmという日本人離れした美巨乳で抜群のプロポーションを買われ、サントリーのビール系発泡酒キャンペーンガールに選ばれたことをきっかけに活動を本格化。やがて映画や写真集などで豊満な肉体を積極的に露出し始め、ヘアヌード写真集も出版した。
写真集『Sirene』の発表以降、突如メディア露出が無くなり、動静が注目されていたが、その数年後、週刊誌のインタビューに応じ、「高校卒業後から結婚を前提に交際していた男性の子を妊娠したのでその男性と入籍し、男児を出産した」こと、「今後徐々にまた活動していきたい気持ちがある」ことを明かした。

## 出演

### 映画
- 櫻の園（1990年） - 高野久美 役
- エコエコアザラクII（1996年） - 高梨翔子 役
- 凶犯（1999年） - カジノバーのディーラー 役
- 平成金融道 マルヒの女（2000年） - 園城寺ミキ 役
- トワイライトシンドローム〜卒業〜（2000年） - 羽柴奈緒子 役

### Vシネマ
- Zero WOMAN 危ない遊戯（1998年） - 主演・レイ 役
- 新82分署（1998年） - 主演・三夏 役
- 仁義18 反逆の代償（1998年）
- 人妻処刑人R（2001年） - 主演・秋川麗子 役
  - Mission 1 血塗られた操
  - Mission 2 汚された絆

### テレビドラマ
- 五星戦隊ダイレンジャー 第5・6話（1993年） - 天野恵 役
- はだかの刑事 第29話（1993年）
- 半熟卵（1994年、第6話）
- うちの母ですが…（1995年） - 立花香 役
- 花嫁は16才! 第7・8話（1995年）
- エコエコアザラク 第21話（1997年） - 岡本薫 役
- エデンの東（1997年）
- おばはん刑事!流石姫子3（1999年）
- 熱血!周作がゆく 第1・3・7話（2000年）
- 史上最悪のデート 最終話（2001年） - 加藤恭子 役

### バラエティ番組
- 今田東野ナイナイの芸能界ダメならぬがねば!! → 天使のU・B・U・G（1994年、フジテレビ）
- BREAK（1996年、読売テレビ）
- アルテミッシュNIGHT（1998年 - 2000年、テレビ東京）
- グラビアの美少女（1998年 - 時期不明、MONDO21）

### CM
- 東急建設（1993年）

## グラビア・写真集・DVD
- デラべっぴん No.115（英知出版：1995年6月号） - 表紙
- メイデンボヤージ 処女航海（スコラ： 奥舜撮影、1996年、ISBN 4796203796）
- ROSE（ぶんか社： 武藤義撮影、1997年、ISBN 4821121441）
- Don't panic（ワニブックス： 武藤義撮影、1998年、ISBN 4847024869）
- 白鳥智恵子写真集（ワニブックス： 野村誠一撮影、2000年、ISBN 4886182186）
- Sirene（集英社：山内順仁撮影、2002年、ISBN 4087803635）
- digi+KISHINシリーズ第1弾「白鳥智恵子」（小学館、2002年）